# Wilhelm Bruch

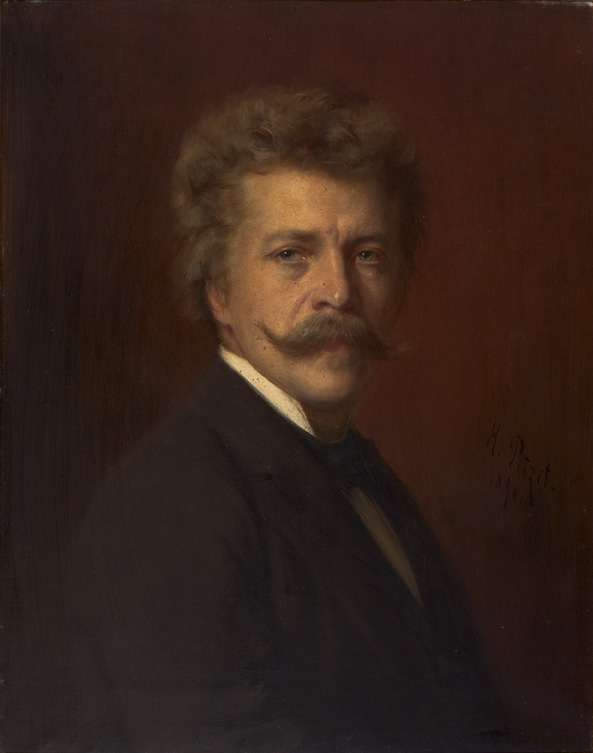
Wilhelm Bruch 1890 (porträtiert von Hermann Petzet)

Wilhelm Bruch (* 14. Juni 1854 in Mainz; † 5. November 1927 in Nürnberg) war ein deutscher Dirigent, Kapellmeister und Komponist. Sein Sohn war der Dirigent und Pianist Hans Bruch (1891–1968). Wilhelm Bruch war ein entfernter Verwandter von Max Bruch.

## Leben und Werk
Wilhelm Bruch studierte in Leipzig Jura und besuchte zugleich das Konservatorium. Er wirkte zunächst als Theaterkapellmeister in Straßburg, von 1898 bis 1900 als Dirigent des Schottischen National-Orchesters in Glasgow und von 1901 bis 1918 als Dirigent des Philharmonischen Orchesters in Nürnberg.
Wilhelm Bruch  schrieb die Opern Hirlanda (Mainz, 1886) und Das Winzerfest am Rhein (Nürnberg, 1903) sowie eine Bearbeitung der Oper Regina von A. Lortzing (Mainz, um 1890). Außerdem schrieb er Lieder, Violinstücke, symphonische Dichtungen und Kammermusik.